# Flefedrone
Il flefedrone, noto anche come Flephedrone, 4-fluoromethcathinone o 4-FMC), è un composto chimico stimolante facente parte della classe chimica dei catinoni.